# Nataly Arias
Katherine Nataly Arias Peña (Alexandria, Virginia, Estados Unidos, 2 de abril de 1986) es una futbolista colombiana-venezolana nacida en Estados Unidos que juega como defensora. 
De padre venezolano y madre colombiana, ha participado con Colombia en dos Juegos Olímpicos (Londres  2012 y Río de Janeiro 2016).

#### Goles internacionales
| No. | Fecha                   | Sede                                            | Rival                        | Marcador | Resultado | Competición                          |
| --- | ----------------------- | ----------------------------------------------- | ---------------------------- | -------- | --------- | ------------------------------------ |
| 1   | 21 de noviembre de 2014 | Unidad Deportiva Hugo Sánchez, Veracruz, México | Bandera de Trinidad y Tobago | 1–0      | 7-0       | Juegos Centroamericanos y del Caribe |
| 2   | 11 de abril de 2015     | Estadio Olímpico de Tulcán, Tulcán, Ecuador     | Bandera de Ecuador           | 2–0      | 4–1       | Amistoso internacional               |

## Participaciones en Copas del Mundo
| Mundial                                 | Sede     | Resultado    |
| --------------------------------------- | -------- | ------------ |
| Copa Mundial Femenina de Fútbol de 2011 | Alemania | Primera fase |
| Copa Mundial Femenina de Fútbol de 2015 | Francia  | Segunda fase |

## Clubes
| Club               | País           | Periodo     | Liga PJ (G) |
| ------------------ | -------------- | ----------- | ----------- |
| Maryland Terrapins | Estados Unidos | 2004 - 2008 | 39 (14)     |